# 자유거부권

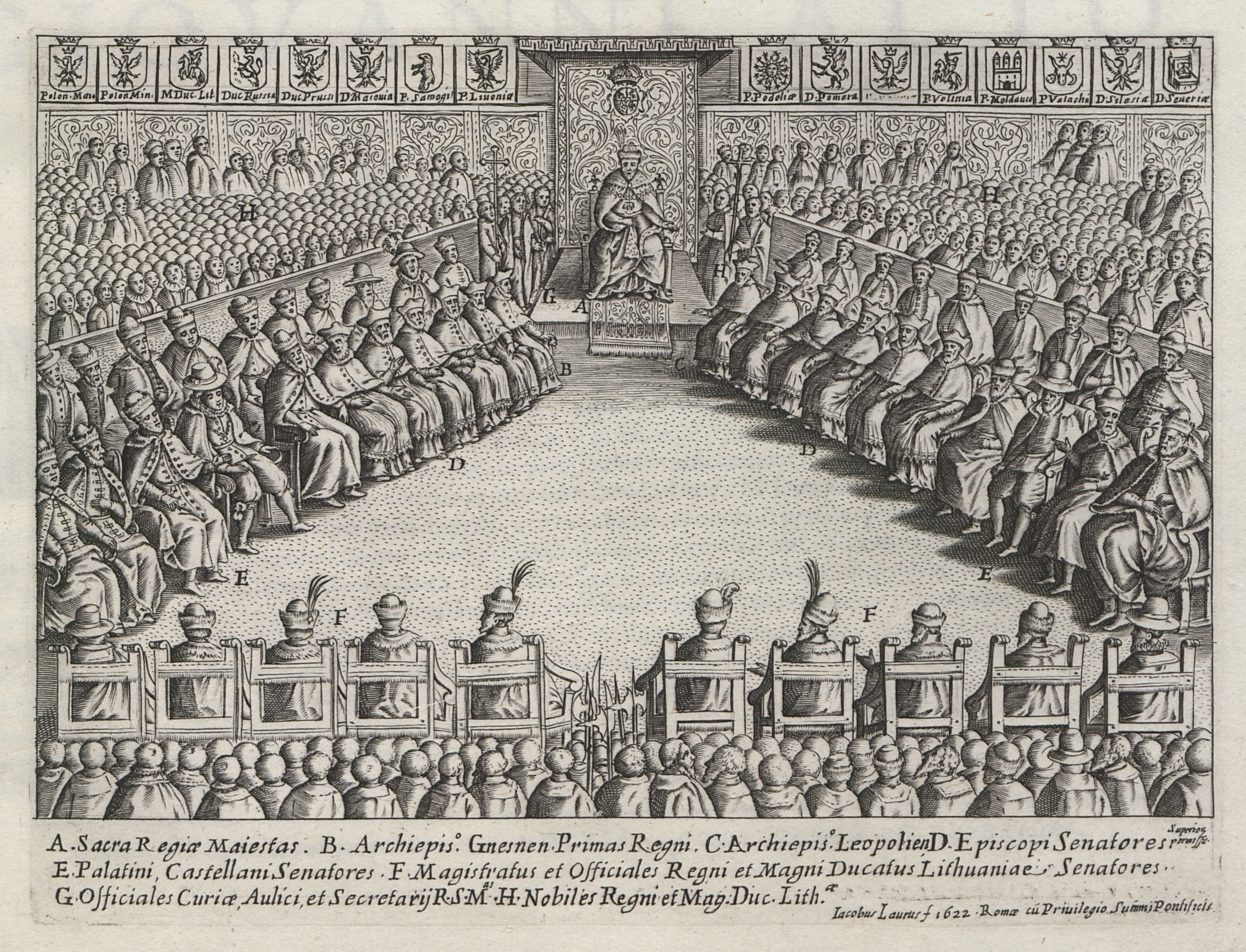
바르샤바 왕궁에서의 세임(1622년)

자유거부권 또는 리베룸 베토(라틴어: Liberum veto)는 폴란드-리투아니아 공화국의 세임(의회)에 존재했던 제도의 통칭이다. 만장일치제 였던 이 의회에서는 의원은 누구나 '나는 활동을 멈춘다!'(라틴어: Sisto activitatem! 시스토 악티비타템) 또는 '나는 인정하지 않는다!'(라틴어: Nie pozwalam! 니에 포즈발람)고 외침으로써 즉시 논의를 멈추거나 이미 합의하여 성립된 법을 무효화시킬 수 있었다. 이 구조는 17세기 중반부터 18세기 말까지의 세임에서 도입되었다. 이념적으로는 모든 폴란드 귀족은 평등하며 전원(全員), 전국(全國)의 동의가 있어야 입법할 수 있다는 생각이 깔려 있다. 이 거부권은 국왕이 제출한 법안에 대해서도 유효하며, 이는 당시 절대군주제가 일반적이었던 유럽에서 폴란드의 두드러진 공화주의적 성격(군주제 폐지론과는 다르다)과 약한 왕권의 원인이 되었다.
많은 역사가들은 이 자유거부권은 18세기에 현저히 나타난 공화국 정치기구의 경직, 나아가 국가 자체의 주요한 쇠퇴 원인이었다고 보고 있다. 외세는 사소한 매수 활동으로 폴란드 정부를 마비시킬 수 있었고 결국 폴란드 분할과 멸망을 초래했기 때문이다. 피오트르 스테판 반디츠는 '자유거부권은 옛 폴란드의 정치적 혼란의 불길한 상징이 되었다'고 했다. 1573년부터 1763년까지 150회 정도 세임이 열렸는데 그 중 3분의 1가량이 아예 입법하지 못하고 끝났고 이는 대부분 자유거부권에 의한 것이었다. 유럽의 많은 언어에서는 '폴란드 의회'(스웨덴어·노르웨이어: Polsk riksdag; 덴마크어: Polsk rigsdag; 독일어: Polnischer Reichstag; 네덜란드어: Poolse landdag; 폴란드어: Polski parlament; 핀란드어: Puolalainen parlamentti)에 해당하는 말이 '무질서'를 뜻하는 말로 사용된다.

## 기원
자유거부권은 폴란드 왕국의 만장일치 전통과 폴란드-리투아니아 공화국의 연방국가적 성격의 산물이다.각 의원은 각 지방의 세이믹에서 선출되기 때문에 지역의 이익을 대표할 책임을 지고 있었다. 다수결로 소수파의 의사를 부정하는 것은(설령 그 소수파가 단 한 명이라도) 귀족들의 평등을 훼손하는 행위로 간주하였다.
당초 세임에서 의견이 갈렸을 때에는 다수파가 설득이나 협박으로 소수파에게 이의를 철회시키는 방법으로 만장일치를 유지하고 있었다. 또한 각 법안에 대해 만장일치가 필요한 것이지 '거부권'이 행사되더라도 그때까지 그 세임을 통과한 법안들이 모두 뒤집히는 것은 아니었다. 예를 들어 역사가인 브와디스와프 차플린스키는 1611년 세임의 예를 들어 일부 법안이 기각되더라도 그 외에는 순조롭게 통과되어 성립되었음을 보여준다. 그러나 17세기 중반 이후, 일단 자유거부권이 발동되면 그동안 심의를 마친 법까지 모두 부정당하게 되었다. 이는 세임에 제출된 법안이 일괄로 채결되도록 하였기 때문이다.
일반적으로 최초의 자유거부권 발동은 1652년 세임에서의 트라카이 선출 의원 브와디즈와프 시친스키에 의한 것으로 여겨지지만, 그렇지 않다. 실제로는 어떤 법안의 심의 중에 법정 기간을 넘어선 심의 연장을 주장한 것에 지나지 않는다. 그러나 이것이 위험한 전례가 되어 버린 것은 확실하다. 이후 몇 번의 세임에서는 자유거부권 발동이 각하되기도 했으나 점차 받아들여졌다. 1669년 크라쿠프의 세임에서 키예프 선출 의원 아담 올리자가 심의 종료 전에 자유거부권을 발동하여 심의가 중단되었다. 1688년에는 심의 개시나 의장 선출 이전에 자유거부권으로 세임이 해산하는 사태가 벌어졌다.

## 정점
얀 3세 때(1674-1696) 열린 세임의 절반가량이 자유거부권으로 틀어졌다. 자유거부권의 구조는 전국 의회의 세임에서 각지의 세이믹으로도 퍼졌다. 18세기 전반의 세임은 인접한 러시아나 프로이센이 뒤에서 조종하는 의원들의 자유거부권 발동으로 기능을 거의 하지 못하면서 개혁과 국가재건·강대화의 길을 막았다. 이웃 나라들은 폴란드에서 자신들에게 득이 되지 않는 법안이 제출되었다고 보면, 이를 자유거부권을 통해 쉽게 묵살시킬 수 있었다. 이러한 내정 간섭의 결과 폴란드는 반(半)무정부 상태에 빠졌다. 폴란드의 작센 왕조 시대(1696년-1763년)에는 거의 세임이 성립되지 않았다. 아우구스트 2세 재위 기간(1697년-1733년)에 성립된 세임은 18회 중 8회, 아우구스트 3세 재위 기간(1734-1763)에는 1736년 단 한 번뿐이었다. 정부가 사실상 붕괴된 모습은 '폴란드 무정부 상태'로 불리며 각지의 의회와 마그나트가 각각 자치하는 상황이 되었다.
자유거부권은 폴란드-리투아니아 공화국의 쇠퇴와 최종 붕괴의 주요 원인이라고 해도 과언이 아니다. 1573년부터 1763년까지 150회의 세임이 개최되었지만, 그 중 53회는 하나도 법안을 통과시키지 못하고 끝났다. 역사가인 야체크 옌드루흐에 따르면 이 중 32번은 자유거부권 행사에 의한 것이었다.

## 회피 시도와 폴란드 멸망
이 상황을 타개하기 위해 18세기에 이르러 연맹 세임이라고 불리는 제도가 등장했다. 이것은 일부 슐라흐타 등이 결성한 연맹의 관리하에 세임을 여는 것이다. 이곳에서는 전국 의회로서의 세임과 달리 자유거부권의 행사가 인정되지 않고 원활한 의사 진행이 이루어졌기 때문에 때로는 공식적인 세임 의원 전원이 참여한 연맹 세임이 열려 실질적인 국가 입법 기관이 되기도 하였다.
18세기 후반 폴란드 계몽주의 시기에 공화국 정부의 권력 강화를 요구하는 개혁이 시도되었다. 1764년부터 1766년의 개혁으로 세임의 의사 진행이 개선되었다. 중요 사항 이외에는 다수결이 도입되었고, 의원에 대한 세이믹의 속박도 금지되었다. 개혁의 길은 험난했고, 여러 나라는 의원을 매수해 자유거부권을 발동시키거나 1768년 추기경법으로 대표되는 개혁에 역행하는 특권법을 통과시키는 등 공연히 개입하고 방해했다.
1791년 마침내 자유거부권은 5월 3일 헌법으로 폐지되었다. 이를 채택한 4년 세임도 연맹 세임이었으며 다수결 하에 실현된 헌법이었다. 역사가 노먼 데이비스는 이 헌법을 '이런 종류의 것으로는 유럽 최초의 헌법'이라고 평가했으나 러시아와 프로이센의 압력으로 1793년 흐로드나 세임으로 폐지되고 말았다. 또한 이 세임에서 제2차 폴란드 분할이 승인되었고, 2년 후에는 제3차 폴란드 분할이 실시되어 폴란드-리투아니아 공화국은 멸망하였다.

## 역사적 의미
하버드 대학교의 정치학자 그제고시 에키에르트는 폴란드와 자유거부권의 역사에 대해 다음과 같이 정리했다.
자유거부권의 원리는 폴란드 정치 시스템에 봉건제적 특징을 가져왔고 군주의 역할을 약화시켰고 무정부적 상태를 초래했으며 폴란드라는 국가의 경제적·정치적 쇠퇴에 큰 역할을 했다. 이러한 상황은 외국의 침공에 대한 취약성을 낳았고 궁극적으로는 그 붕괴를 초래한 것이다.
정치학자 달리보 로하츠는 '자유거부권의 원리는 폴란드의 특수한 입헌주의 정부에서 중요한 역할을 했다'며 '입법, 종교적 관용, 제한된 정부의 권력…… 다른 나라들이 종교 갈등과 전제정치로 황폐화되는 가운데 존재했던 당시의 폴란드 규범'이 국왕의 힘을 눈에 띄게 제한했다고 말한다. 자유거부권은 황금의 자유로 불리는 폴란드-리투아니아 공화국의 정치체제와 문화의 열쇠였다.
많은 역사가들이 자유거부권을 정치 부패와 국가 쇠락의 주요 원인으로 여긴다. 세임의 의원들은 마그나트나 외국의 매수를 받거나 자신들이 누리고 있는 '황금 시대'의 특권들을 지켜내고 싶다는 생각으로 자유거부권을 행사하고 일체의 개혁을 거절하여 국정을 마비시켰다. 피오트르 스테판 반디츠는 '자유거부권은 옛 폴란드의 무질서의 불길한 상징이었다'고 말한다. W. J. 바그너는 '확실히 옛 폴란드에서 이렇게 후세에게 혹독한 비난을 받은 제도는 없다'고 했다.

## 현대
2004년 폴란드에서 선거 세임 중의 국왕 자유 선거를 소재로 한 'Veto'라는 이름의 트레이딩 카드 게임이 발매되었다.
IBM에서는 1990년대 전반까지 논 컨커(영어: non-concur)라는 의사 결정 시스템이 있었다. 이것은 회사 전체의 전략 방침에 대하여 자신의 부문에 바람직하지 않다고 생각한 각각의 부문장은 누구나 거부권을 발동할 수 있다는 것이다. 이 제도에 의해 IBM은 각 부문이 반(半)독립 상태에 있는 '봉건적'인 자세가 되어 있었지만, 1993년에 CEO에 취임한 루 거스너가 IBM 재건을 위한 개혁의 일환으로서 논 컨커를 폐지했다.

## 참고 문헌
- Davies, Norman. God's Playground: The origins to 1795 (2005).
- Grzegorz Ekiert, “Veto, Liberum,” in  Seymour Martin Lipset, ed. ‘’The Encyclopedia of Democracy’’ (1998) 4:1340-41
- Heinberg, John Gilbert. "History of the majority principle." The American Political Science Review (1926) 20#1 pp: 52-68. in JSTOR
- Lukowski, Jerzy. "Political Ideas among the Polish Nobility in the Eighteenth Century (to 1788)." The Slavonic and East European Review (2004): 1-26. in JSTOR
- Roháč, Dalibor. "The unanimity rule and religious fractionalisation in the Polish-Lithuanian Republic." Constitutional Political Economy  (2008) 19#2 pp: 111-128.
- Roháč, Dalibor. "‘It Is by Unrule That Poland Stands’: Institutions and Political Thought in the Polish-Lithuanian Republic." The Independent Institute 13.2 (2008): 209-224. online

## 같이 보기
- 합의 형성
- 의사 방해
- 소수주의